# Akatorea gracilis
Akatorea gracilis es una especie de arácnido perteneciente al género Akatorea, dentro de la familia Desidae, del orden de las arañas.

## Distribución
La especie se distribuye por Nueva Zelanda.

## Taxonomía
Fue descrita científicamente por Brian John Marples en 1959. La descripción original fue publicada en The dictynid spiders of New Zealand. Transactions and Proceedings of the Royal Society of New Zealand, número 87, entre las páginas 333 y 361.